# Himesháza
Himesháza es un pueblo ubicado en el distrito de Mohács, en el condado de Baranya, Hungría.

## Superficie
Posee una superficie de 17,54 kilómetros cuadrados.

## Demografía
Hasta 2019 la población era de 1017 habitantes, con una densidad de población de 57,98 habitantes por kilómetro cuadrado.